# Снајперска пушка Драгунов
Снајперска пушка Драгунов (рус. Снайперская Винтовка Драгунова), позната и као СВД или само Драгунов је совјетска и руска полуаутоматска снајперска пушка калибра 7.62x54Р. Конструисао ју је почетком 1960-их Јевгениј Драгунов, искусни конструктор прецизног оружја, те је у његову част и добила име.
Снајперска пушка Драгунов је у то време била у самом врху снајперског наоружања, а и данас је једна од најпрепознатљивијих и најраспрострањенијих снајперских пушака на свету.

## Развој
Крајем 1950-их објављен је конкурс за израду полуаутоматске снајперске пушке за совјетску војску. На конкурсу је победио конструкторски тим на челу с конструктором Јевгенијем Драгуновим. Они су направили пушку која функционише по принципу позајмице барутних гасова и ротирајућег затварача, а 1963. је уведена у наоружање војске и названа је по имену њеног конструктора (Снайперская Винтовка Драгунова). Специјално за ову снајперску пушку био је направљен нови „снајперски” метак калибра 7,62x54Р са зрном од челичног језгра, пушка такође може користити и обичан пешадијски или митраљески метак у том калибру уколико специјалан снајперски није доступан. Упоредо за Драгунов снајпер су развијене и нове оптичке справе, дневни оптички нишан ПСО-1 који је у то време представљао сам светски врх, а својом једноставношћу је уз минималну обуку омогућавао лагану употребу чак и неискусним стрелцима. Развијене су и ноћне оптичке справе 1ПН51, а касније и 1ПН58 како би стрелцу омогућиле дејство по мраку.

## Опис
Драгунов се показао врло добро током Првог рата у Авганистану, Ирачко-иранског рата и у бројним другим сукобима широм света и представља један од најтраженијих ратних трофеја. Страни стручњаци су писали о снајперској пушци Драгунов: „Нема ништа непотребно, ништа компликовано нити осетљиво за руковање. Све што вам преостаје је – нишани и пали. У швајцарском војном часопису Schweizer Waffen-Magazin је 1989. објављен чланак посвећен овом оружју. У њему је писало: 
| „ | Совјетска снајперска пушка Драгунов за класично руску муницију калибра 7,62x54Р са прстенастим ободом на дну чауре убраја се у ретке колекционарске предмете на западу. Једну од њих смо подвргли практичној провери... Снајпер Драгунов је врло добро конструисан. Упркос традиционалним канонима пројектовања прецизног оружја, бивши спортски стрелац Драгунов своју пушку је направио као лако оружје. Норме НАТО-а за снајперске пушке прописују максимални ефективни домет од 600 јарди (548,6 m) у серији од 10 хитаца – 15 in (38 cm). Совјетска снајперска пушка Драгунов с лакоћом надилази те захтеве. Трзај је умерен, без обзира на релативно крупан метак. Пушке Драгунов познате су по томе да поуздано функционишу и у најсложенијим окружењима без потребе за посебно педантним одржавањем. | ” |

У конструкцији Драгунова користи се исти рад аутоматике као и код аутоматске пушке АК-47, али с измењеним системом коришћења енергије гасова. Осим основног оптичког нишана са фиксним повећањем 4Х на ову пушку се могу поставити и ноћни нишани. На ранијим верзијама кундак и облоге били су израђени од дрва, док је на савременијим верзијама облога израђена од пластике, кундак може бити дрвен или полимерски. На пушкама с ознаком СВД-С постоји посебан полимерски рукохват и метални преклопни кундак. Једна од карактеристика снајперске пушке Драгунов је што цев има посебни додатак за монтирање бајонета. Снајперска пушка Драгунов и њен оптички нишан без знатних сметњи проверено функционишу на температурама од -50 °C до +50 °C.

## Верзије
- СВД- основни модел
- СВДС- модел са преклопним кундаком, намењен падобранским трупама
- СВУ- верзија у булпап конфигурацији
- СВДК- крупнокалибарска верзија Драгунова са јачим метком- 9,3×64mm и преклопним кундаком
- ТСВ-1- малокалибарска верзија у калибру .22 Long Rifle, намењена за тренинг и обуку
- СВДМ- унапређени Драгунов са Пикатини шином и преклопним кундаком за лакше ношење

## Земље кориснице
- Русија- земља порекла
- Украјина
- Казахстан
- Белорусија
- Молдавија
- Монголија
- Кина- кинеска компанија Norinco је производила копију под именом Type 79, касније је развијен нови модел Type 85.[8]
- Румунија- производила домаћу верзију под именом „Puşcă Semiautomată cu Lunetă model 1974”, позната и као PSL.
- Бугарска
- Таџикистан
- Узбекистан
- Туркменистан
- Јерменија
- Азербејџан
- Грузија
- Иран- иранска фабрика наоружања од 1980-их производи домаћу копију Nakhjir 3. Иранска верзија је изврсног квалитета који се не разликује од оригинала.[9][10]
- Турска- Жандармерија Турске и специјална јединица полиције користе Драгунов
- Ирак- ирачка фирма Ал Кадесија производила домаћу верзију базирану на оригиналном СВД-у и румунској копији PSL
- Сирија
- Филипини- филипнска војска користила кинеску копију Тип 85. Русија 2017 донирала одређену количину током Опсаде Маравија
- Вијетнам- Драгунов се у вијетнамској војсци користи још од Вијетнамског рата
- Венецуела- 2007. године купила преко 1.000 комада
- Северна Кореја
- Индија- државна фабрика Ordnance Factories Board производила Драгунов по лиценци. Драгунов је главна снајперска пушка индијске армије.[8]
- Мађарска
- Чешка
- Словачка
- Пољска- модернизована верзија Драгунова произведена под ознаком SWD-M. Пољска верзија има ојачану цев и предње ножице за обезбеђење стабилности
- Либија
- Албанија
- Авганистан
- Финска- уведена у наоружање под ознаком 7.62 TKIV Dragunov.[11]
- Боливија
- Киргистан